# Nicolas Roch
Pour les articles homonymes, voir Roch.
Nicolas Roch (né le 4 janvier 1813 à Mende et décédé le 25 avril 1879 à Paris) fut un bourreau français.

## Biographie

### Enfance et débuts
Fils de François Roch, le bourreau local, descendant d'une des plus grandes familles d'exécuteurs (depuis François Ier), et de Marguerite Hermant, fille d'une autre dynastie de bourreaux, il n'avait que 11 ans quand son père le choisit comme aide. En 1833, le père et le fils participent, à l'épilogue de l'affaire de Peyrebeille, dans le département voisin de l'Ardèche. Là, devant l' « Auberge Rouge » (rendue célèbre plus tard par le film de Claude Autant-Lara), il participe à la triple exécution du ménage Martin et du domestique Rochette, surnommé Fétiche, condamnés à mort pour avoir assassiné nombre de leurs clients. C'est son oncle Pierre Roch, exécuteur d'Ardèche, qui fait tomber le couperet. Le 21 septembre 1838, il est nommé exécuteur provisoire dans le Vaucluse, poste où il ne tarde guère à être confirmé.

### Premiers postes
Il est nommé aide exécuteur à Carpentras, mais son poste ayant été supprimé, au bout de six mois, il retourne à Mende auprès de son père. En 1838, il est à nouveau nommé à Carpentras, mais comme exécuteur provisoire, en remplaçant du bourreau Oswald Carré qui vient d'être révoqué.
Le 12 août 1843, il est nommé aide exécuteur à Lons-le-Saunier dans le Jura, en remplacement du titulaire François Desmorets, révoqué pour ivrognerie. Il y reste 10 ans, mais ne dirige qu'une seule exécution à Ounans le 3 novembre 1852. Toutefois, il aide vingt-trois fois les bourreaux des départements voisins, notamment lors de l'exécution de Montcharmont en 1851 à Chalon-sur-Saône.
Il est ensuite nommé exécuteur-chef à Amiens le 21 mars 1853, pour remplacer un autre alcoolique, Henry Ganié. Il a quarante ans. Il y restera cette fois-ci 18 ans, et tranchera une trentaine de têtes. Cette nomination s'accompagne de son mariage avec une cousine éloignée du côté maternel, Claire Hermant, de onze ans sa cadette. Ils vivent assez chichement, logés non loin du dépotoir, et aussi à cause du nombre de leurs enfants, huit en 14 ans : trois fils et cinq filles. L'aîné, François-Constant, naît le 13 décembre 1854 ; Léon-Désiré, né le 14 novembre 1857, sera exécuteur adjoint au côté de son frère Henri, l'avant dernier des enfants et benjamin des fils, né le 26 juillet 1865, qui sera exécuteur adjoint en Algérie dès 1906 (il sera chef exécuteur en chef de mai 1928 jusqu'en décembre 1944 ou janvier 1945, avant de décéder le 25 janvier 1956).
En juillet 1861, un cousin Roch, bourreau à Riom, meurt, et Nicolas voit là l'occasion de revenir près de son pays, où la vie est un peu moins chère. Sa demande n'est pas acceptée.

### Une évolution rapide
Sérieux, sobre (ce qui n'est pas le cas de nombre de ses confrères), il retient vite l'attention du ministère de la Justice. C'est ainsi que, après le décret d'Adolphe Crémieux du 25 novembre 1870 qui supprime les postes de province, et qu'on décide alors de former une équipe d'adjoints compétents, il est vite présélectionné parmi les 27 chefs de Cours d'appel. Le 24 juillet 1871, en raison de sa carrière exemplaire, il est nommé adjoint de première classe à Paris. Quand Jean-François Heidenreich est malade, c'est lui qui le remplace, comme lors de la quadruple exécution d'Hautefaye, en Dordogne, le 6 février 1871.
Après la mort d'Heidenreich le 29 mars 1872, Roch devient "Monsieur de France" : un arrêté en date du 6 avril 1872 du directeur des affaires criminelles et des grâces du ministère de la Justice le nomme « exécuteur en chef des arrêts criminels pour tout le continent français », avec un appointement de 6 000 francs par an.
Il aura quand même l'occasion de faire tomber la lame devant une foule de 6 000 spectateurs deux jours avant sa nomination officielle.
Même s'il n'existe pas (ou peu) de dessins de Roch, de nombreux portraits de lui ont été faits dans la presse. C'était un homme assez banal, de taille moyenne. Son nez est busqué, ses yeux gris clair, qui porte des favoris. Il exerce en redingote noire, se coiffe d'un haut-de-forme. Il porte une chaîne de montre en or sur un ventre de bon mangeur. Suivant sa mode, ses aides se vêtiront de noir également, et adopteront par contre le chapeau melon. Son épouse, réputée pour sa gouaille, n'hésite pas à dire dans les magasins : "Servez-moi bien, je suis la femme de l'exécuteur !". Le pauvre Roch, malgré son aspect sévère d'huissier, obéit à chaque désir de sa femme. Par exemple, il porte depuis son adolescence un anneau d'or à chaque oreille. Claire lui serinera d'enlever ses boucles durant un mois. Il cédera avec regret. Sa nomination de chef s'accompagne de l'arrivée de deux nouveaux aides, dont Alphonse-Léon Berger, ébéniste de métier, appelé quelques semaines plus tôt pour créer la nouvelle guillotine.

### Paris
Le 17 juin 1872, il exécute devant la prison de la Roquette Jean-Baptiste Moreux qui a assassiné une prostituée, Zoé Garnier. C'est sa première exécution comme chef à Paris. Il en a déjà accompli cinq en province depuis le 6 avril. Et toutes se sont déroulées suivant un nouveau procédé, avec la machine « modèle Berger », qui restera, à peu de chose près, la guillotine employée jusqu'en 1977. Cette exécution, accomplie sans échafaud (à la suite du décret de Crémieux), provoque la colère des spectateurs, qui ne voient guère que le sommet de la guillotine. Roch loge non loin de là, rue de la Folie-Regnault, où il fait entreposer la Veuve dans un hangar situé au 60 bis. Le deuxième enfant de Roch, Olympe, née le 19 mai 1856, s'éprend du nouvel aide de son père Berger, qu'elle épouse. Un de leurs enfants, André, deviendra un des derniers exécuteurs d'Algérie.
Roch coupe environ une tête par mois, et tient sérieusement à jour un carnet où il note, au jour le jour, les affaires qui s'achèvent entre ses mains. Au total 87 têtes en 84 mois[réf. nécessaire] (88 si on compte l'exécution par intérim de Léon-Constant Bourgogne, le 4 avril 1872 à Troyes). Il est payé 6000 francs par an. En 1878, il innove, lors de l'exécution d'Aimé Barré et Paul Lebiez. Ayant maintes fois remarqué la terreur fascinée des condamnés face au couteau, il fait visser sur le haut de la machine une plaque de bois qui cache le couperet. Cette guillotine "améliorée" ne fonctionnera que pour l'exécution suivante : celle d'Aimé Ernest Mautin, le 18 décembre 1878 à Alençon. Ce sera sa dernière exécution. Le 24 avril 1879, il s'écroule chez lui, victime d'une crise d'apoplexie. Il meurt le lendemain, à 66 ans, après 55 ans au service de la Justice, et plus de 300 exécutions. Louis Deibler, exécuteur de Bretagne, lui succède le mois suivant.

### Vie privée
Nicolas Roch a huit enfants, quatre garçons et quatre fille, l'une d'elles ayant épousé Léon Berger, également bourreau.
Il est mort d'une attaque d'apoplexie le 25 avril 1879 en son domicile parisien, 8, rue Rochebrune à l'âge de 66 ans.